# Hidemaro Fujibayashi
Hidemaro Fujibayashi (藤林 秀麿, Fujibayashi Hidemaro), né en 1972, est un créateur de jeu vidéo japonais ayant commencé sa carrière chez Capcom avant de rejoindre Nintendo en 2007, travaillant notamment sur la série The Legend of Zelda. Il réalise notamment The Legend of Zelda: Skyward Sword, sorti sur Wii en 2011, et  The Legend of Zelda: Breath of the Wild, sorti sur Nintendo Switch en 2017.

## Carrière

### Jeunesse et premiers emplois
Hidemaro Fujibayashi naît le 1er octobre 1972 dans la préfecture de Kyoto. Avant de travailler dans l'industrie du jeu vidéo, Fujibayashi est employé dans une chaîne japonaise de parc d'attractions, où il est chargé de la conception des trains fantômes. Il trouve alors une offre d'emploi lui proposant de travailler dans une compagnie, qu'il accepte, enthousiasmé à l'idée de travailler dans ce domaine après la réalisation d'un échantillon de son travail dans le cadre de cette demande d'emploi. 

### Carrière chez Capcom et premières collaborations avec Nintendo
Il est embauché en 1995 par Capcom en tant que planificateur pour un film interactif jamais sorti du japon, Gakko no Kowai Uwasa: Hanako-san ga Kita, sorti sur Playstation et Sega Saturn. Il continue sa carrière en travaillant en tant que planificateur sur un jeu de mahjong, lui aussi exclusif au Japon et destiné aux consoles 32 bits (Playstation, Sega Saturn et 3DO), Yōsuke Ide Meijin no Shin Jissen Maajan,.
Le premier jeu qu'il dirige est Défi au Tetris magique, un jeu vidéo de puzzle développé et édité par Capcom en octobre 1998. Il s'agit d'une version de Tetris incluant des personnages de l'univers de The Walt Disney Company. Sorti sur Nintendo 64 et Game Boy Color, il s'agit de la première collaboration de Fujibayashi avec Nintendo.
Il entre dans la compagnie Flagship, lors de sa fondation en 1997 par Capcom et Nintendo. Sollicité par Nintendo, il est alors face à un projet ambitieux de collaboration entre Flagship et Nintendo censé aboutir à la création de six jeux sur Game Boy Color, exploitant au maximum les capacités de la console portable. Réduisant le nombre de jeux de six à trois, pour correspondre au trois parties de la Triforce, un jeu représentant la force, le deuxième la sagesse et le troisième le courage. Fujibayashi est chargé de regrouper les idées pour les présenter à Miyamoto, avant de se voir confier la direction de ces jeux. En raison de l'ampleur du projet, seuls deux des trois jeux sont terminés, The Legend of Zelda: Oracle of Seasons et The Legend of Zelda: Oracle of Ages. Grâce à un système de mots de passe, les deux jeux peuvent être reliés entre eux, alors que le troisième jeu, The Legend of Zelda: Mystical Seed of Courage, est annulé. Fujibayashi obtient le poste de directeur, et peut ainsi travailler avec Miyamoto, une expérience qui l'a selon lui, beaucoup enrichi, et dont il garde un très bon souvenir. Il est également coscénariste et participe à l'élaboration de l'intrigue. Les deux jeux sortent finalement en 2001 sur Game Boy Color, et marquent la première fois que Nintendo délèguent le développement d'un Zelda à une autre société. Il continue de diriger et de scénariser des épisodes de la franchise, The Legend of Zelda: Four Swords et The Legend of Zelda: The Minish Cap. Pour ce dernier, Fujibayashi trouve l'idée du monde divisé en deux parties, ici le monde minuscule des Minish et le monde d'Hyrule, en s'inspirant du travail déjà effectué dans The Legend of Zelda: Ocarina of Time, où la division est effectuée entre le présent et le futur. 

### Carrière chez Nintendo
En 2007, il assiste Daiki Iwamoto dans la conception et la scénarisation du premier opus de la saga sur Nintendo DS, The Legend of Zelda: Phantom Hourglass, et rejoint officiellement Nintendo pour l'occasion, à la suite de la dissolution de Flagship,.
Il devient alors le protégé de Eiji Aonuma, qui lui confie la direction de l'opus Wii The Legend of Zelda: Skyward Sword, le premier jeu de la série prévu pour une console de salon sur lequel travaille Fujibayashi. Il est à l'origine de l'idée d'associer le Wii Motion Plus aux contrôles, et glisse également des références à d'autres jeux qu'il a réalisé, comme The Legend of Zelda: The Minish Cap. Daiki Iwamoto, avec lequel il a collaboré sur The Legend of Zelda: Phantom Hourglass, rejoint son équipe de développement en 2009, pour l'aider dans la conception des villes.  
Il se voit ensuite confier la réalisation de l'opus de la saga sorti conjointement sur Wii U et Nintendo Switch, The Legend of Zelda: Breath of the Wild, où il retrouve Aonuma à la production et est de nouveau assisté par Iwamoto. L'un des principaux défauts reproché à The Legend of Zelda: Skyward Sword étant sa trop grande linéarité, Fujibayashi conçoit alors cet opus multiplate-forme en s’inspirant du tout premier opus de la saga, et en mettant un très fort accent sur la liberté de déplacement accordé au joueur. Extrêmement bien accueilli par la critique,, The Legend of Zelda: Breath of the Wild est, en avril 2019, le jeu le plus vendu de la franchise, et le jeu le plus vendu développé par Fujibayashi.  

## Travaux
| Année | Titre                                                    | Rôle                                                                 | Collaborateur(s)                             |
| ----- | -------------------------------------------------------- | -------------------------------------------------------------------- | -------------------------------------------- |
| 1995  | Gakkō no Kowai Uwasa: Hanako-san ga Kita!!               | Planificateur                                                        |                                              |
| 1996  | Yōsuke Ide Meijin no Shin Jissen Maajan                  | Planificateur                                                        |                                              |
| 1998  | Défi au Tetris magique                                   | Réalisateur                                                          |                                              |
| 2001  | The Legend of Zelda: Oracle of Seasons et Oracle of Ages | Réalisateur                                                          | Noritaka Funamizu et Shigeru Miyamoto        |
| 2002  | The Legend of Zelda: Four Swords                         | Réalisateur                                                          | Takashi Tezuka et Kensuke Tanabe             |
| 2004  | The Legend of Zelda: The Minish Cap                      | Réalisateur et scénariste                                            | Keiji Inafune                                |
| 2007  | The Legend of Zelda: Phantom Hourglass                   | Assistant réalisateur, scénariste et responsable du mode multijoueur | Eiji Aonuma, Toru Minegishi et Daiki Iwamoto |
| 2011  | The Legend of Zelda: Skyward Sword                       | Réalisateur                                                          | Eiji Aonuma, Daiki Iwamoto et Mahito Yokota  |
| 2017  | The Legend of Zelda: Breath of the Wild                  | Réalisateur                                                          | Daiki Iwamoto et Eiji Aonuma                 |
| 2023  | The Legend of Zelda: Tears of the Kingdom                | Réalisateur                                                          | Daiki Iwamoto et Eiji Aonuma                 |